# إليزابيث (فلم)
إليزابيث (بالإنجليزية: Elizabeth) هو فيلم دراما تم إنتاجه في المملكة المتحدة وصدر في سنة 1998.

## بطولة
- كيت بلانشيت
- جيوفري راش
- جوزيف فاينس
- جون غيلغد
- ريتشارد أتينبورو

## الميزانية والإيرادات
بلغت تكلفة إنتاج الفيلم حوالي 30 مليون دولار بينما حقق أرباحا تقدر بـ 82,150,642 دولار.

### ترشيحات وجوائز
| السنة | الحدث  | الفئة     | النتيجة |
| ----- | ------ | --------- | ------- |
|       | أوسكار | أفضل فيلم | ترشـيـح |

## وصلات خارجية
- مقالات تستعمل روابط فنية بلا صلة مع ويكي بيانات